# 저중력 항공기

무중력 기동을 위한 궤도

저중력 항공기(Reduced-gravity aircraft)는 우주비행사 훈련, 연구 수행 및 무중력 영화 촬영을 위해 무중력에 가까운 짧은 환경을 제공하는 일종의 고정익기이다.
이러한 비행기의 버전은 NASA의 저중력 연구 프로그램에 의해 운영되었으며, 하나는 현재 유럽 우주국의 인간 우주 비행 및 로봇 탐사 프로그램에 의해 운영되고 있다. 비공식 별명인 '보밋 코멧'(vomit comet)은 수술을 경험한 이들 사이에서 인기를 끌었다.

## 역사
무중력을 시뮬레이션하는 방법으로 포물선 비행은 1950년 독일 항공우주 엔지니어 프리츠 하버와 그의 형제인 물리학자 하인즈 하버에 의해 처음 제안되었다. 하인즈 하버는 제2차 세계 대전 이후 페이퍼클립 작전의 일환으로 미국으로 건너왔다. 또한 왕시춘(Shih-Chun Wang)은 NASA에서 우주 비행사들의 메스꺼움을 연구했는데, 이는 보밋 코멧의 형성에 도움이 되었다.
포물선 비행은 때때로 무중력이 살아있는 유기체에 미치는 영향을 조사하는 데 사용된다. 인간이 가장 흔한 승객이지만, 무중력이 고양이의 정위반사와 무중력 상태에서 탐색하려는 비둘기의 시도에 어떤 영향을 미치는지에 대한 주목할만한 실험을 포함하여 인간이 아닌 동물이 때때로 실험에 참여했다.

## 같이 보기
- 무중량상태
- 우주여행